# 鍾霊街駅
鍾霊街駅（しょうれいがいえき）は、中華人民共和国南京市建鄴区寧杭公路の北側にある、南京地下鉄2号線の駅である。

## 歴史
- 2010年5月28日2号線の駅として開業。

## 駅構造

### のりば
| 番線 | 路線            | 方面                               | 行先        |
| ---- | --------------- | ---------------------------------- | ----------- |
|      | 南京地下鉄2号線 | 明故宮・新街口・漢中門・魚嘴 方面  | 魚嘴 行き   |
|      | 南京地下鉄2号線 | 馬群・金馬路・羊山公園・経天路方面 | 仙林湖 行き |

## 隣の駅
南京地下鉄
■2号線
孝陵衛駅 - 鍾霊街駅 - 馬群駅